# Racha Hind Manseri
Racha Hind Manseri, née le 26 juin 2000, est une rameuse d'aviron algérienne.

## Carrière
Aux Championnats d'Afrique d'aviron 2017, elle obtient la médaille d'argent en deux de couple dans la catégorie des moins de 23 ans avec Zoubida Lachoub. 
La même année, aux championnats arabe , elle décroche deux médailles dont une en or en deux de couple en catégories junior et une médaille d'argent en de deux couple dans la catégorie des moins de 23 ans avec Zoubida Lachoub.
Aux Jeux africains de la jeunesse de 2018 à Alger, elle décroche  la médaille d'or en deux sans barreur avec sa coéquipière Rahma Sebbouh.
Elle remporte aux championnats d'Afrique d'aviron de plage sprint 2022 à Hammamet la médaille de bronze en skiff, et deux autres médailles en argent au championnat arabe d'aviron de plage sprint 2022 à Hammamet , une en skiff et une autre en double mixte avec son coéquipier Chems-Eddine Boudjema.
Elle obtient la médaille d'or en deux de couple avec Nihed Benchadli ainsi que la médaille d'argent en skiff en seniors aux Championnats d'Afrique d'aviron 2022 ; dans la catégorie des moins de 23 ans, elle est médaillée d'or en skiff ainsi qu'en deux de couple toujours avec Nihed Benchadli.